# Ріккард Сарбю
Ріккард Сарбю (швед. Rickard Sarby, 19 вересня 1912 — 10 лютого 1977) — шведський яхтсмен.
Бронзовий призер Олімпійських Ігор 1952 року в класі Фінн.